# Jean-Claude Bénichou
Pour les articles homonymes, voir Bénichou.
Jean-Claude Bénichou, né le 11 janvier 1950, est un champion français de bowling, licencié actuellement au ADEB Draguignan, auparavant au Jackpot.

## Palmarès

### Championnats du monde
- 4e par équipes de cinq en 1979 (avec Bernard Pujol, Philippe Dubois, Arama, et Marengo) (à Manille);
- Participation en 1975 (à Londres);

### Championnats de France
- Double Champion de France individuel, en 1977 et 1979;

### Coupe de France
- Coupe de France des clubs en 1980 (avec le Gennevilliers All Stars);

### Victoires notables
- Tournoi international de Rodez en double, en 2005.